# Robert Angus Smith
Pour les articles homonymes, voir Robert Smith et Smith.
Robert Angus Smith né le 15 février 1817 à Glasgow est un chimiste écossais connu pour ses recherches sur la pollution atmosphérique, essentiellement sur les pluies acides.

## L'enfant Robert
Originaire d'une famille modeste, Robert Angus Smith passe son enfance dans la banlieue de Pollokshaws, à Glasgow. Il y vit dans des conditions précaires avec son père, sa mère et ses deux sœurs qu'il perd très vite. En effet ses sœurs sont victimes de la maladie et y succombent. Décidé de quitter la vie difficile de la classe ouvrière, Robert a déjà le rêve de devenir un grand chimiste.

## Ses études
Abandonnant prématurément des études de théologie à l'université de Glasgow, il part étudier la chimie en Allemagne.

## Ses recherches
De retour en Angleterre Robert travaille dans le laboratoire de chimie de Lyon Playfair afin de se consacrer essentiellement à des recherches dans le domaine de la pollution atmosphérique.

## Son œuvre
Ses recherches aboutissent à la publication, en 1872, d'un livre de 600 pages, jamais traduit, intitulé Air and Rain: the Beginnings of a Chemical Climatology. Robert y décrit trois zones de pollutions atmosphériques différentes qu'il avait parvenu à différencier en 1852 :
- - les régions d'agriculture intense où la présence de carbonate et d'ammoniac est importante.
  - les banlieues qui présentent beaucoup de sulfate d'ammonium dans l'air.
  - les villes où la présence d'acide sulfurique est importante.

Il a fallu à Robert 20 années de sa vie pour finir la rédaction, en 1872, de cet ouvrage qui deviendra une œuvre de référence pour les chimistes contemporains.
Citations :
- "[...] we may therefore find easily three kinds of air, [...], that with carbonate of amonia in the fields at a distance, [...], that with sulfate and amonia in the surburbs, [...] and that with sulphuric acid, or acid sulphate, in the town.".

## Une fin tragique
Il meurt le 12 mai 1884 dans son propre lit, reconnu comme l'un des plus grands chimistes de son temps.

## Études sur l'homme et ses recherches
- Obituary:
  - Nature, 30 (1884), 104–5

- (en) Eyler, J., « The conversion of Angus Smith: the changing role of chemistry and biology in sanitary science, 1850–1880 », Bulletin of the History of Medicine, vol. 54,‎ 1980, p. 216–34
- (en) Gibson, A. & Farrar, W. V., « Robert Angus Smith, FRS, and sanitary science », Notes and Records of the Royal Society, vol. 28,‎ 1973–4, p. 241–62
- (en) Gorham, E., « Robert Angus Smith, F.R.S., and 'Chemical Climatology.' », Notes and Records of the Royal Society of London, vol. 36,‎ 1982, p. 267–72
- Hamlin, C. (2004) "Smith, (Robert) Angus (1817–1884)", Oxford Dictionary of National Biography, Oxford University Press, accessed 10 Aug 2007 (subscription required)
- (en) R. H. Kargon, Science in Victorian Manchester : Enterprise and Expertise, Baltimore, Johns Hopkins University Press
- (en) MacLeod, R. M., « The Alkali Acts Administration, 1863–84: The Emergence of the Civil Scientist », Victorian Studies, vol. 9,‎ 1965, p. 85–112